# Кларенс Томас
Кларенс Томас (енгл. Clarence Thomas, Пин Појнт, Џорџија, САД, 23. јун 1948) је придружени судија Врховног суда Сједињених Америчких Држава. Именовао га је Џорџ Х. В. Буш 1991, након повлачења Тергуда Маршала. Томас је, после Маршала, други Афроамериканац који је постао судија Врховног суда. Томасово именовање је потврђено у Сенату гласовима 52 сенатора, док их је 48 било против, што је најмања разлика којом је неки судија Врховног суда потврђен у више од 100 година. Гласању је претходило саслушање током кога су изнете оптужбе да је Томас упућивао непожељне коментаре сексуалне природе Анити Хил, која је радила као адвокат у Комисији за једнаке могућности у запошљавању, на чијем челу је био Томас. Хил је позвана да сведочи пред Сенатом. Током сведочења је изјавила да јој је Томас упућивао коментаре сексуалне природе, које је сматрала сексуалним узнемиравањем или бар „понашањем које је непогодно за појединца који ће бити члан суда.“
Томас је одбацио ове оптужбе, назвавши их циркусом и покушајем линчовања.
Томаса често описују као присталицу оригинализма и члана конзервативног крила Врховног суда. Такође се често описује као најконзервативнији члан Врховног суда, иако други овај епитет приписују Скалији. Скалија и Томас имају сличне али не и исте судијске филозофије. Између 1994. и 2004. Скалија и Томас су гласали исто у 86,7% случајева, што је највећи проценат слагања двојице судија у Врховном суду у том периоду.